# The Blakes
The Blakes est un groupe de rock indépendant américain formé en 2001 à Seattle. Il ne compte à l'heure actuelle qu'un seul album non auto-produit et commercialisé internationalement.

## Biographie
Avant la conception du groupe, les frères Garnet et Snow Keim étaient artistes de rue avec de la country de la fin des années 1990, ce qui va les amener à Seattle. Le groupe s'est formé en 2001 quand les frères Keim rencontrent leur batteur, Bob Husak, dans un Tully's Coffee. Nommé d'après un rêve de Snow Keim au cours duquel il rencontre au XVIIIe siècle le poète anglais William Blake dans un magasin de metal. Le groupe déménage à Los Angeles et commence sa carrière musicale en jouant des spectacles et vit près de deux ans dans un motel Days Inn. Le groupe sort une série d'EP auto-produits et retourne finalement à Seattle.
En 2005, The Blakes gagne l'exposition majeure avec leur quatrième publication Little Whispers dont la station de radio de Seattle KEXP-FM commence à jouer et promouvoir. En 2006, le groupe sort son album éponyme et en fait de nombreuses tournées. L'année suivante, le groupe signe à Seattle un contrat avec le label indépendant Light in the Attic. Sur ce nouveau label, le groupe sort l'EP Streets en 2007, puis une version remasterisée et rééditée de l'album The Blakes.
En 2009, The Blakes publie deux nouveaux EP indépendants : Lights On et Souvenir.  cette période, le groupe embarque dans une tournée américaine. La même année, les frères Keim collaborent avec le producteur Brian Brown et lancent le projet BEADS. Un album pop psychédélique intitulé No One Knows est publié. Ils passent l'année 2010 en studio, pour une suite à Souvenir. Cette suite est intitulée Low Low, maus après avoir effectué une tournée américaine en six semaines, le groupe ne garde que deux chansons : Surf's Up et Sea Fishing. En été 2011, le groupe revient en studio pour écrire l'album Art of Losses, annoncé le 24 juillet 2012.

## Membres
- Garnet Keim - guitare, chant
- Snow Keim - basse, chant
- Bob Husak - batterie

## Discographie

### Albums studio
- 2001 : The Blakes (auto-produit)
- 2003 : Marine Sailor (auto-produit)
- 2006 : The Blakes (auto-produit)
- 2007 : The Blakes (Light In The Attic)
- 2009 : Beads - No One Knows (auto-produit)
- 2009 : Souvenir (auto-produit)

### EP
- 2004 : The Bottle (auto-produit)
- 2005 : Little Whispers (auto-produit)
- 2007 : Streets (Light in the Attic)
- 2009 : Lights On (auto-produit)

### Autres
- La chanson Commit est entendue dans l'épisode Little Boys (4e épisode de la 3e saison) de la série How I Met Your Mother.
- Le groupe apparaît dans le film True Adolescents sous le nom The Effort et y joue les morceaux Streets et Circuits.
- La chanson Don't Bother Me est entendue dans un épisode de Beverly Hills 90210.